# エジプシャン・バザール

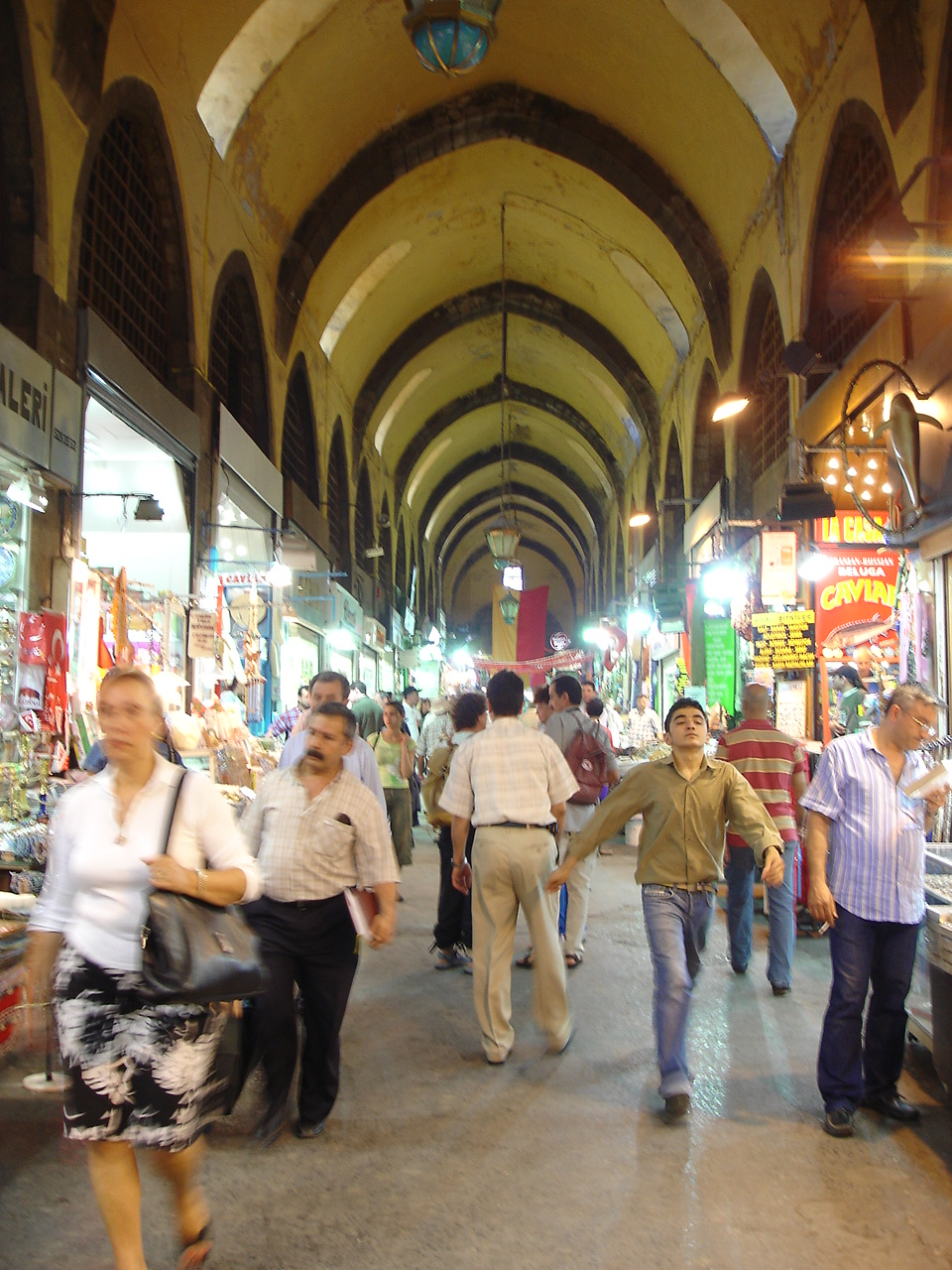
エジプシャン・バザール

エジプシャン・バザール（トルコ語: Mısır Çarşısı《ムスル・チャルシュ》，英語: Egyptian Bazaar）は、トルコ イスタンブールのヨーロッパ側エミノニュ地区にあるバザールである。
エジプシャン・バザールは、サフィエ・スルタンの命令により1597年から1603年かけてイェニモスクの一部として造られた。当初イェニ・チャルシュ（New Bazaar）などと呼ばれていたようだが、18世紀中頃になるとエジプトから輸入される香辛料等を多く扱うことからムスル・チャルシュ（Egyptian Bazaar）と呼ばれるようになる。なお、エジプトからの輸入商品に課税が行われる場所だったのでこの呼称となったとする説もある。後に、シルクロードを経由して中国やインド、ペルシアなどの商品も売られるようになり、香辛料を扱う店が集まっていたことからスパイス・バザール（Spyce Bazaar）とも呼ばれる。バザールの建設当初、およそ100店舗のうち49店舗が香辛料を扱う店であったとされる。その他の店舗の多くは綿花やキルトを扱う店であった。
エジプシャン・バザールの核をなすL字型をしたアーケードは、長辺が約140mで片側に23軒の店（両側で46軒）、短辺が約110mで片側に18軒の店（両側で36軒）、交差部に6軒の店があり、合計で88軒の店が並んでいる。またTahmis Sokak側に18軒の店がある。これらの店が面する通りは丸屋根のアーケードで覆われている。

## アクセス
- トラム T1線 エミノニュ（Eminönü）停留所の南西 約100m
- 近郊鉄道 マルマライ シルケジ駅の西 約400m
- トルコ国鉄 シルケジ駅の西 約400m

## イスタンブールの伝統的市場
- カパルチャルシュ（グランド・バザール）
- ムスル・チャルシュ（エジプシャン・バザール）

## 中近東の香辛料市場
- エジプシャン・バザール（トルコ、イスタンブール）
- スパイス・スーク（アラブ首長国連邦、ドバイ）